# Poul Henrik Sørensen
Poul Henrik Sørensen (født 21. august 1924 i Kalundborg) er en dansk tidligere hockeyspiller, der deltog på det danske landshold ved OL 1948 i London. Henrik Sørensen spillede for Kalundborg Hockeyklub og opnåede i alt 14 landskampe i perioden 1948-1959.
Ved OL i 1948 blev Danmark nummer 13 og sidst efter tre nederlag og et uafgjort resultat i den indledende pulje; dermed var Danmark elimineret fra turneringen. Henrik Sørensen spillede to af kampene uden at score.